# نظيفة محمد
نظيفة محمد (بالإنجليزية: Nadifa Mohammed)‏، روائية صومالية بريطانية. ظهرت في قائمة مجلة جرانتا «أفضل الروائيين البريطانيين الشباب» في عام 2013، وفي عام 2014 في قائمة أفريقيا 39 للكتاب الذين تقل أعمارهم عن 40 عامًا ممن لديهم إمكانيات وموهبة لتحديد الاتجاهات المستقبلية في الأدب الأفريقي. كتبت أيضًا قصصًا قصيرة، ومذكرات، ومقالات في وسائل الإعلام بما في ذلك (الحارس الغارديان). وساهمت في كتابة الشعر في كتاب مختارات إفريقيا (بنات افريقيا الجدد- New Daughters of Africa) (المحرر: مارغريت بوسبي، 2019).

## حياتها الشخصية
ولدت نظيفة  عام 1981 في هرجيسا بأرض الصومال. كان والدها بحارًا في البحرية التجارية وكانت والدتها صاحبة أرض محلية. وفي عام 1986، انتقلت مع عائلتها إلى لندن من أجل الإقامة المؤقتة. ومع ذلك، اندلعت الحرب الأهلية بعد ذلك بوقت قصير في الصومال، لذلك ظلوا في المملكة المتحدة. التحقت نظيفة لاحقًا بجامعة أكسفورد، حيث درست التاريخ والسياسة. في عام 2008، زارت هرجيسا لأول مرة منذ أكثر من عقد. وتقيم في لندن وتعمل على روايتها الثالثة. 

## المهنة الأدبية
رواية نظيفة محمد الأولى، بلاك مامبا بوي (2010)، التي وصفتها صحيفة الغارديان بأنها «كتاب مهم ومؤثر للمحرومين»، هي سرد شبه سيرة ذاتية لحياة والدها في اليمن في ثلاثينيات وأربعينيات القرن الماضي، خلال الفترة الاستعمارية.  وقالت إن «الرواية نشأت عن رغبتي في معرفة المزيد عن جذوري، لتوضيح التاريخ الصومالي لجمهور أوسع ولإخبار قصة وجدتها رائعة». «سيرة ذاتية خيالية»، نالت الرواية استحسان النقاد والشعب في بلدان بعيدة مثل كوريا. حصل الكتاب على جائزة بيتي تراسك (Betty Trask)لعام 2010، وتم ترشيحه للعديد من الجوائز، بما في ذلك جائزة Guardian First Book لعام 2010، جائزة ديلان توماس 2010، وجائزة John Llewellyn Rhys 2010. كما تم إدراج الكتاب في القائمة الطويلة في جائزة Orange Prize for Fiction لعام 2010.
في عام 2013، أصدرت نظيفة روايتها الثانية، The Orchard of Lost Souls. تدور أحداثها في الصومال عشية الحرب الأهلية،  ونشرها سايمون اند شوستر.قالت عريفة أكبر، بمراجعتها في الإندبندنت: "إذا كانت رواية محمد الأولى عن الآباء والأبناء، فهذه الرواية تدور في الأساس حول الأمهات والبنات." القائمة الطويلة لجائزة ديلان توماس. في عام 2014، فاز (بستان النفوس الضائعة The Orchard of Lost Souls) بجائزة Somerset Maugham وتم إدراج الرواية في القائمة الطويلة لجائزة دايلان توماس.
في ديسمبر 2013، كانت نظيفة واحدة من 36 كاتبًا ومترجمًا مشاركًا في قمة الترجمة الأدبية في معرض الدوحة الدولي للكتاب في قطر. تم اختيارها كواحدة من «أفضل الروائيين البريطانيين الشباب» لمجلة قرانتا في عام 2013، وفي أبريل 2014 تم اختيارها في قائمة Hay Festival 39 Africa 39 مؤلفة من 39 كاتبًا من أفريقيا جنوب الصحراء تقل أعمارهم عن 40 عامًا ولديهم الإمكانات والموهبة لتحديد المستقبل والاتجاهات في الأدب الأفريقي. 
تم نشر كتاباتها أيضًا في منافذ بيع مثل (The Guardian- الحارس) و (المحور الأدبي- Literary Hub)، وكذلك في مختارات (New Daughters of Africa- بنات افريقيا الجدد)، 2019، والتي تتضمن شعر لنظيفة محمد. وفي يونيو 2018، تم انتخاب نظيفة محمد زميلة للجمعية الملكية للآداب في مبادرتها «40 تحت 40».

## الجوائز
- 2010: جائزة بيتي تراسك لبلاك مامبا بوي[18]
- 2013: جرانتا «أفضل الروائيين البريطانيين الشباب»[19]
- 2014: قائمة إفريقيا 39 لأفضل الكتاب الواعدين الذين تقل أعمارهم عن 40 عامًا من إفريقيا جنوب الصحراء[20]
- 2014: جائزة سومرست موغام عن فيلم The Orchard of Lost Souls

## أعمالها ومؤلفاتها

### الروايات
- بلاك مامبا بوي 2010. «العنوان الأصلي: Black Mamba Boy».
- بستان النفوس الضائعة 2013. «العنوان الأصلي:The Orchard of Lost Souls»[21]
- رجال الحظ 2021. «العنوان الأصلي: The Fortune Men»

### مختارات لكتابات قصيرة
- "Filsan- فلسان"، جرانتا 123: أفضل الروائيين البريطانيين الشباب 4، 16 أبريل 2013.
- "المهاجرون الذين أثبتت الصحراء مقبرة لهم بدأوا على أمل"، الحارس، 1 نوفمبر 2013.
- "Sasayama"، جرانتا 127: اليابان، 25 يونيو 2014.
- "الصوماليون العائدون إلى الوطن الأم يجدون طرقهم الخارجية للخروج من المحبة"، الحارس، 11 سبتمبر 2015.
- "حملة بريطانيا على تشويه الأعضاء التناسلية الأنثوية تترك الفتيات الصغيرات مصدمات الصدمات"، الحارس، 7 سبتمبر 2017.
- "كم عدد القتلى الصوماليين الذي نحتاجه لرعايتنا؟" ، الحارس، 23 أكتوبر 2017.

- "ما فقدناه في جرينفيل برج النار" LitHub، 24 أكتوبر 2017.